# 나가타 간타
나가타 간타(일본어: 永田 貫太, 2001년 8월 11일~)는 일본의 축구 선수이다.

## 구단 경력
그는 2023년 J2리그의 후지에다 MYFC에 입단했다.